# Knieja (powiat kościerski)
Knieja (kaszb. Kniejô lub Knieja, niem. Klawitterbude) – osada kaszubska w Polsce, położona w województwie pomorskim, w powiecie kościerskim, w gminie Karsin.
Osada położona na Równinie Charzykowskiej, nad południowo-zachodnim brzegiem jeziora Wdzydze, na obszarze Wdzydzkiego Parku Krajobrazowego. Miejscowość wchodzi w skład sołectwa Przytarnia.
W latach 1975–1998 miejscowość należała administracyjnie do województwa gdańskiego.